# アフリカ人、イクイアーノの生涯の興味深い物語

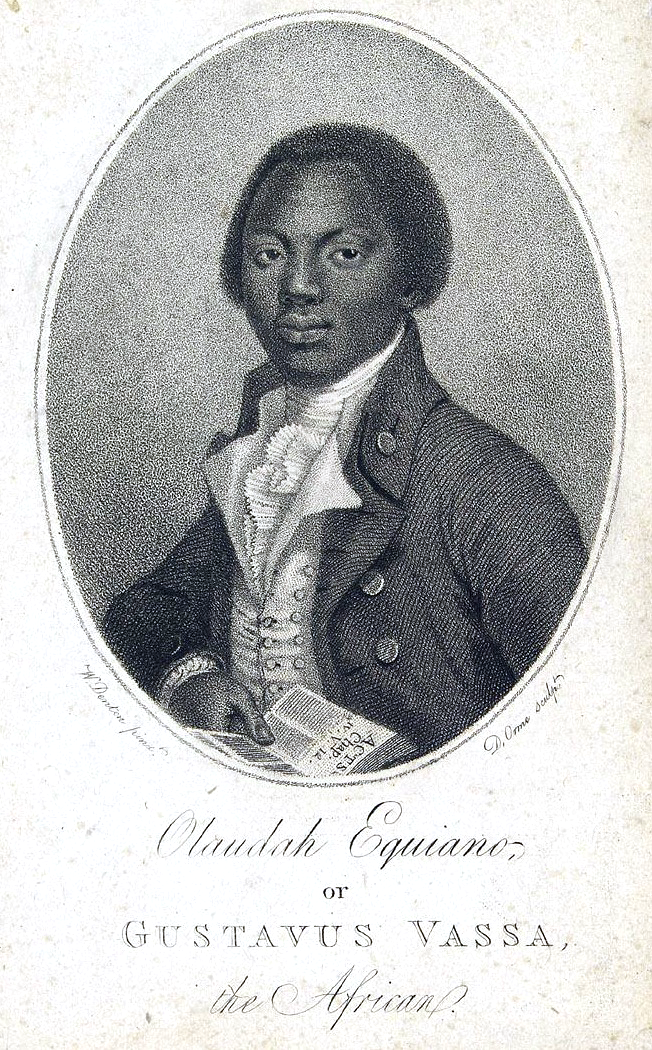
表紙

『アフリカ人、イクイアーノの生涯の興味深い物語』（The Interesting Narrative of the Life of Olaudah Equiano）は、1789年にロンドンで出版された自伝。
現在のナイジェリアで生まれ、その後拉致され奴隷として過ごしたオラウダ・イクイアーノの生活を説明し、自由を獲得するに至った経緯を紹介する。奴隷船内部の状況を克明に描いた作品として知られ、奴隷体験記と呼ばれるジャンルの一種である。

## 概要
著者であるオラウダー・イクイアーノ、別名グスタヴス・ヴァッサはナイジェリアのイボ族が住む地域に住んでいたが、子どもの頃に妹とともに誘拐されてしまう。さまざまな主人のもとで奴隷として働かされ、軍艦や商船に乗って各地を転々とする中、トラブルに見舞われながらも貿易活動で金をため、主人である商人ロバート・キングから自由を買い戻すことに成功する。その後は自由身分の黒人として各地を航海する。また、キリスト教に帰依し、一時はアフリカに神の教えを広める伝道師を志すが、これは実現しなかった。

## 訳書
- 『アフリカ人、イクイアーノの生涯の興味深い物語』久野陽一訳、研究社〈英国十八世紀文学叢書5〉、2012年

## 書誌情報
- Equiano, Olaudah (2001). Sollors, Werner. ed. The Interesting Narrative of the Life of Olaudah Equiano, or Gustavus Vassa, the African written by himself; authoritative text, contexts, criticism. Norton Critical Editions (1st ed.). New York: Norton. ASIN 0393974944. ISBN 0393974944. NCID BA50165800. LCCN 00-58386. OCLC 493272452. ASIN B00849XAN8 (Kindle)
- オラウダ・イクイアーノ 著、久野陽一 訳『アフリカ人、イクイアーノの生涯の興味深い物語』研究社〈英国十八世紀文学叢書〉、2012年8月25日。ASIN 4327180556。ISBN 978-4327180553。 NCID BB1005829X。OCLC 836413276。全国書誌番号:22204315。